# Andrzej Elżanowski

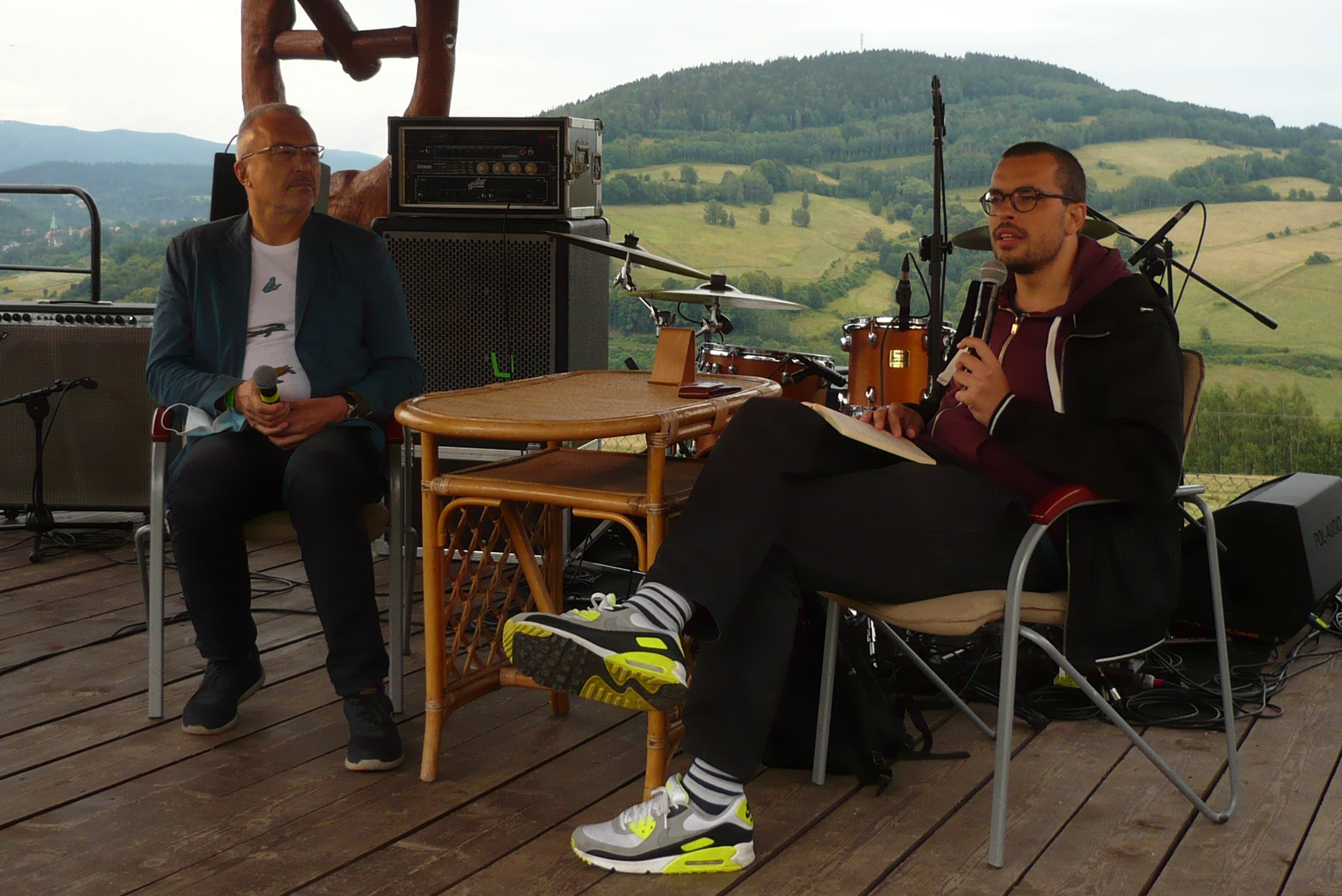
Andrzej Elżanowski, VI Festiwal Góry Literatury, 2020

Andrzej Elżanowski (ur. 21 stycznia 1950 w Przasnyszu) – polski zoolog, paleontolog i bioetyk, profesor nauk biologicznych (2003).

## Życiorys
Absolwent liceum w Przasnyszu (1967). Studia odbył na Wydziale Biologii Uniwersytetu Warszawskiego (magisterium 1972 z zakresu zoologii). Doktorat z nauk przyrodniczych na UW uzyskał w 1979 (rozprawa: Badania kopalnych embrionów i model ewolucji rozrodu ptaków). Habilitował się w zakresie nauk biologicznych na Uniwersytecie Wrocławskim w 1996 (rozprawa: Mezozoiczna ewolucja i główne linie filogenetyczne ptaków).
W latach 1972–1983 asystent i adiunkt na UW, następnie pracował naukowo w Stanach Zjednoczonych i Niemczech (1983–1998). Od 1998 do 2009 kierownik zakładu Zoologii Kręgowców Instytutu Zoologii Uniwersytetu Wrocławskiego. Od 2003 profesor tytularny. Były pracownik Muzeum i Instytutu Zoologii PAN. Obecnie związany z wydziałem „Artes Liberales” Uniwersytetu Warszawskiego, który skupia badaczy reprezentujących różne dyscypliny nauk humanistycznych i społecznych.
Autor ponad stu prac naukowych, dotyczących filogenezy ptaków (badał m.in. archeopteryksa – wyszczególnił rodzaj Wellnhoferia, dotychczas uważany za należący do Archaeopteryx). Zrekonstruował kostne podniebienie znanego od XIX w. hesperornisa świadczące o bliskim pokrewieństwie ptaków uzębionych (Odontognathae) z dzisiejszymi ptakami oraz czaszkę archaicznego, mezozoicznego Confuciusornis, której budowa wskazuje na sposób żerowania z zasiadki jak u dzisiejszych kraskowych (Coraciiformes). Rozwinął szczegółową morfologię ptasiej kości kwadratowej (os quadratum), dzięki czemu weszła ona do kanonu opisu ptaków kopalnych i umożliwiła identyfikację nowych ptaków kopalnych w Ameryce Płn, Australii i Azji. Jest jednym z autorów książki Mesozoic Birds: Above the Heads of Dinosaurs pod redakcją Luisa Chiappego i Lawrence'a Witmera, w której pisał o rodzinie Archaeopterygidae. Wraz z Peterem Wellnhoferem opisał Archaeornithoides – rodzaj blisko spokrewnionego z ptakami teropoda z grupy celurozaurów. Wraz z Antoine Louchart badał też dzisiejsze i kopalne strusie -- odkrył specyficzny dymorfizm płciowy w szkielecie tych ptaków i potwierdził wytępienie kwestionowanego od stu lat podgatunku strusi wyżynnych Struthio camelus spatzi w płn.zach Afryce.    
Był członkiem stowarzyszeń naukowych oraz komitetów i rad naukowych, m.in. Komitetu Biologii Ewolucyjnej i Teoretycznej PAN i Rady Naukowej Instytutu Paleobiologii im. Romana Kozłowskiego Polskiej Akademii Nauk.
Od lat działa na polu humanitarnej ochrony zwierząt i publikuje na temat etyki traktowania zwierząt. Był członkiem Krajowej Komisji Etycznej ds. Doświadczeń na Zwierzętach w jej pierwszej kadencji (1999-2003), wiodącym współautorem projektu ostatniej udanej nowelizacji Ustawy o ochronie zwierząt (z 2010 r.) i architektem kampanii (2012-2014) przeciwko ubojowi rytualnemu. Przyczynił się do ulepszenia obowiązującej Ustawy o ochronie zwierząt wykorzystywanych do celów naukowych i edukacyjnych z 2015 r., która wprowadziła wymóg kwalifikowanej większości 2/3 głosów do zgody lokalnej komisji etycznej na wykonanie doświadczenia na zwierzętach. Obecnie działa jako Przewodniczący Polskiego Towarzystwa Etycznego oraz jest członkiem 1. Lokalnej Komisji Etycznej ds. Doświadczeń na Zwierzętach w Warszawie. Weganin. W 2004 uhonorowany statuetką Przasnyskiego Koryfeusza.
Brat prawnika Marka Elżanowskiego, stryj Filipa Elżanowskiego.